# Fenyőrágó karcsúmoly
A fenyőrágó karcsúmoly (Dioryctria abietella) a valódi lepkék közül a fényiloncafélék (Pyralidae) családjában a karcsúmolyok (Phycitinae) alcsaládjába tartozó lepkefaj.

## Elterjedése, élőhelye
Ezt a holarktikus fajt, Európa, Kis-Ázsia és Észak-Ázsia fenyveseiből ismerjük, hazánkban is megtalálható a megfelelő élőhelyeken.

## Megjelenése
Finoman sávozott, barnásszürke szárnyú lepke. A szárny fesztávolsága 24–28 mm.

## Életmódja
Évente egy nemzedéke nő fel úgy, hogy a hernyó a talajban telel át. Tavasszal a talajon ezüstszínű gubóban bábozódik, majd a lepkék nyáron rajzanak. Petéit a fiatal tobozok csúcsára rakja, és a kikelő hernyók megeszik a magokat. Kirágják a fiatal fenyők vezérhajtásait, amitől azok letörnek.

## Külső hivatkozások
- Mészáros Zoltán – Szabóky Csaba: A magyarországi molylepkék gyakorlati albuma. Budapest: Agroinform. 2005.  arch Hozzáférés: 2018. április 6. (PDF)